# Lubowicz-Byzie
Lubowicz-Byzie – wieś w Polsce położona w województwie podlaskim, w powiecie wysokomazowieckim, w gminie Klukowo.
W latach 1975–1998 miejscowość administracyjnie należała do województwa łomżyńskiego.
Wierni kościoła rzymskokatolickiego należą do parafii Zmartwychwstania Pańskiego w Kuczynie.

## Historia
Drugi człon nazwy miejscowości pochodzi prawdopodobnie od gwarowego słowa byzia, tj. owca. 
W dokumencie z roku 1569, opisującym przysięgę szlachty na wierność królowi polskiemu, wymienia się dwóch rycerzy pochodzących z tej wsi.
Dziedzicami byli Lubowiccy herbu Ślepowron, ale też inne, okoliczne rody. W 1580 roku podatek oddał Ślachetny Baltazer Kostro (....) tenże dał z Biziów, Lubowicza z włók ziemskich 1 i pół, po gr. 15. Również Marcin Kostro z parafii wyszeńskiej oddał podatek z Liubowicza, Byziów.
W 1784 Ambroży i Romuald sprzedali część Lubowicz Byziów bratu swemu Bonifacemu. 
W roku 1827 we wsi znajdowało się 9 budynków z 55 mieszkańcami.
Uwłaszczenie z 1864 r. nie objęło tej miejscowości, ponieważ nie było tutaj chłopów. Stosunki własnościowe pochodzące sprzed wieków pozostały bez zmian, aż do początku wieku XX. W 1891 roku wieś liczyła 11 gospodarstw drobnoszlacheckich o całkowitej powierzchni 81 ha.
Spis powszechny z 1921 roku informuje o 17 domach z 93 mieszkańcami, w tym 2 prawosławnych. Wieś należała do gminy Klukowo.

## Obiekty pamięci narodowej
- cmentarz z okresu I wojny światowej, nr rej. A – 247 z 23.02.1987 r.[10]

## Współcześnie
Wieś rolnicza. Produkcja roślinna podporządkowana hodowli krów mlecznych.
Do miejscowości można dojechać drogą gminną 8065B, od drogi powiatowej Klukowo - Szepietowo.

## Urodzeni w Lubowiczu-Byziach
Zdzisław Tadeusz Mikołajczyk (1928–2007) – ksiądz katolicki, prałat, kapelan Jego Świątobliwości